# Albert Fleury
Pour les articles homonymes, voir Fleury.
Ne doit pas être confondu avec René-Albert Fleury.
Albert Fleury, né à Charlieu (Loire) le 18 avril 1923 et mort le 27 août 2006 à Moulins (Allier), est un enseignant, poète et écrivain français.

## Biographie
Albert Fleury est né en 1923 à Charlieu, vieille cité de soierie dans le nord du département de la Loire ; il est le fils unique d’un père électricien et d’une mère commerçante. Il connait une enfance solitaire qu’illuminent des séjours de vacances sur la côte roannaise auprès de sa grand-mère maternelle. 
Quand la famille s’installe dans l’Allier, aux portes de la Montagne bourbonnaise (d’abord à Saint-Prix, puis à Lapalisse, à une cinquantaine de kilomètres à l'ouest de Charlieu), il a treize ans. Il y vivra une sorte de seconde naissance, avec la découverte de la nature, de la poésie et de l’amour. Ses études au cours complémentaire mixte de Lapalisse sont marquées par la personnalité d’un jeune enseignant, naturaliste passionné, qui communique à Albert Fleury la passion du roman. Quant à l’amour de la poésie, il lui est inoculé par la lecture de  Francis Jammes, puis Verlaine et Rimbaud. À 14 ans, il écrit des poèmes en vers classiques, dont certains sont publiés dans la revue Terre[précision nécessaire], tout en ne cessant de rêver, déjà, à une œuvre romanesque. 
À 17 ans, il réussit le concours d’entrée à l’école normale mais il devient pensionnaire au lycée de Montluçon car le régime de Vichy a fait supprimer les écoles normales dont celle de Moulins qu'il devait intégrer. En 1943, après l’obtention du baccalauréat, il est mobilisé dans les Chantiers de jeunesse, à Felletin dans la Creuse, d’où il rejoint Carcassonne où il séjourne pendant l’hiver et le printemps 1944. C’est là qu’il fait la connaissance du poète et écrivain Joë Bousquet (1897-1950) qu’il fréquente dans la chambre que le poète ne quittait pas en raison de sa paralysie. À la mi 44, malgré ses convictions antimilitaristes, il s’engage à Toulouse dans le corps franc Pommiès qui rejoint les FFI (Forces françaises de l’intérieur). Après une véritable « chevauchée » pour remonter au travers du Massif central, les troupes arrivent  à Lapalisse, puis à Digoin, avant de rejoindre la 1re|armée de De Lattre de Tassigny qui a débarqué en Provence quelques semaines plus tôt et remonte vers le nord-est de la France. Il participe alors à la campagne des Vosges, puis à celle d’Allemagne atteignant Stuttgart jusqu'à sa démobilisation en 1945. Il s’agit d’une période formatrice, avec des rencontres humaines mémorables pour un jeune homme de 20 ans. 
Il termine alors son école normale à Moulins et commence sa carrière d’enseignant à Serbannes dans l’Allier. Il est ensuite nommé dans ce même département à Dompierre-sur-Besbre en 1947. C’est alors qu’il rencontre Simone Lavigne, (sa « femme pédagogique » selon la tradition des normaliens : elle était arrivée au même rang que lui lors du concours). Ils se marient en 1949 et auront trois enfants.
Commence une période où l’activité professionnelle et la famille prennent une place majeure dans la vie du poète. C’est à Pierrefitte-sur-Loire, petite commune rurale du nord-est de l’Allier, que le couple s’installe en 1953. « Instituteur de campagne », il enseigne avec passion dans la classe des « grands » qu’il emmène au certificat d'études primaires, participe à la vie du village autour de l’école, cultive son jardin. 
Son univers littéraire s’approfondit  avec la découverte de Rilke, Octavio Paz, Saint-John Perse, Pierre Jean Jouve, Pierre Reverdy, René Char, Pessoa, Nietzsche… 
En 1961, nouveau tournant dans sa carrière professionnelle, il est appelé avec sa femme pour assurer la création du collège d'enseignement général mixte des « Garceaux » à Moulins. Ces collèges ont été créés en France au tout début des années 1960 pour faire face à la prolongation des études et aux effectifs d'élèves qui explosaient. Là encore, sa passion de la littérature et son souci de la transmission peuvent s’exprimer, même si les tâches administratives prennent peu à peu, à son grand regret, le pas sur la vocation d’enseigner. Ce collège étant rattaché ensuite au lycée de jeunes filles de Moulins, il en est le principal-adjoint quand il prend sa retraite en 1978. 
C’est à Yzeure, commune limitrophe de Moulins, qu’il vit sa retraite. Il assouvit alors son goût des voyages, en France et en direction de l’Europe de l’art, de l’histoire et de la culture. Les fréquentes échappées en Mâconnais, pays de son épouse et qu’il a adopté, lui apportent, lors de longues marches au milieu des vignes et des coteaux boisés, une sérénité et le ferment d’une matière poétique renouvelée.
Pourtant, c’est dans son bureau, au milieu des livres et de la musique, qu’il travaille à découvrir, à approfondir sa connaissance des auteurs qu’il juge digne d’être connus, à créer, composer ses recueils en espérant faire partager ses créations, à la fois secrètes et radieuses, envoûtantes et  tragiques. Les libraires se souviennent de ce familier des rayons de littérature et de poésie, toujours à la recherche d’un ouvrage qu’il fallait commander ou qu’on ne trouvait plus, toujours prêt à discuter de ce monde du livre.
Il meurt à Yzeure en 2006, à 83 ans.

## Analyse et portée de l'œuvre
Albert Fleury a présenté Patience, son recueil de jeunesse, à Joë Bousquet qui a apprécié ces vers rimés bien frappés et leur sensibilité toute fraîche. Plus tard, le poète le juge de forme et d’expression trop conventionnelles.     
Pendant 15 ans, jusqu’en 1962, Albert Fleury n’écrit plus de poèmes. Il se consacre à son œuvre romanesque, les Chroniques de mes villages, constituées de sept opus, accueillis par les éditeurs par des « trop poétiques, trop milieu rural… ». Seul, Passage d’Angeline est édité en 1956. 
Son retour à la poésie se concrétise avec une première parution : Instants chez Millas-Martin en 1966. Une poésie en vers libres qui donne une grande importance au rythme, à la cadence, au mot et à la musique des mots, où la rime se pose à la place naturelle à l’intérieur du vers. Issus d’un long travail de conception et d’élaboration, dix neuf recueils sont publiés, qu’il considère l’un après l’autre comme un tout, comme un « essaim d’instants ». Le dernier ouvrage qu’il compose et publie peu avant sa disparition en 2006, Claire ombre d’amour représente selon lui une sorte d’aboutissement de son œuvre (Encore un essaim d’instants, publié en 2009, avait été composé antérieurement). 
Albert Fleury construit son œuvre à l’écart de l’agitation et ne cherche jamais à se faire valoir. Cependant, sa quête secrète et pure du sens personnel de l’existence ne l’empêche pas d’être attentif à son contemporain.

## Passions et engagements
Il est pendant plusieurs années le secrétaire-adjoint de l’association des « Amis de Charles-Louis Philippe ». Il soutient de manière fidèle, depuis le début, la défense de la poésie menée par Guy Chambelland et son association « Le Pont de l’Épée », sans parler de sa participation à des revues de passionnés : Friches, Journal des Poètes, Lieux d’être, Solaire. 
Il est l’un des fondateurs, en 1977, de la revue Arpa avec Roger Siméon (père de Jean-Pierre Siméon), Pierre Delille et Gérard Bocholier, une revue ouverte aux poètes du monde, et qui poursuit bien au-delà des cent numéros, sa quête sincère de poésie ; il en est le président pendant quelques années. 
Amateur passionné de musique classique depuis sa jeunesse, attentif à l’évolution des arts plastiques, il aime partager la découverte  de paysages, de sites ou de monuments, souvent insolites, confidentiels ou grandioses. Fou de livres, il possède une bibliothèque de près de 4000 ouvrages, constituée dès son adolescence, qui traduit toute sa passion de littérature et recèle une variété étonnante de romans, de poésies, d’ouvrages philosophiques, d’essais témoignant de sa curiosité littéraire.

## Œuvres

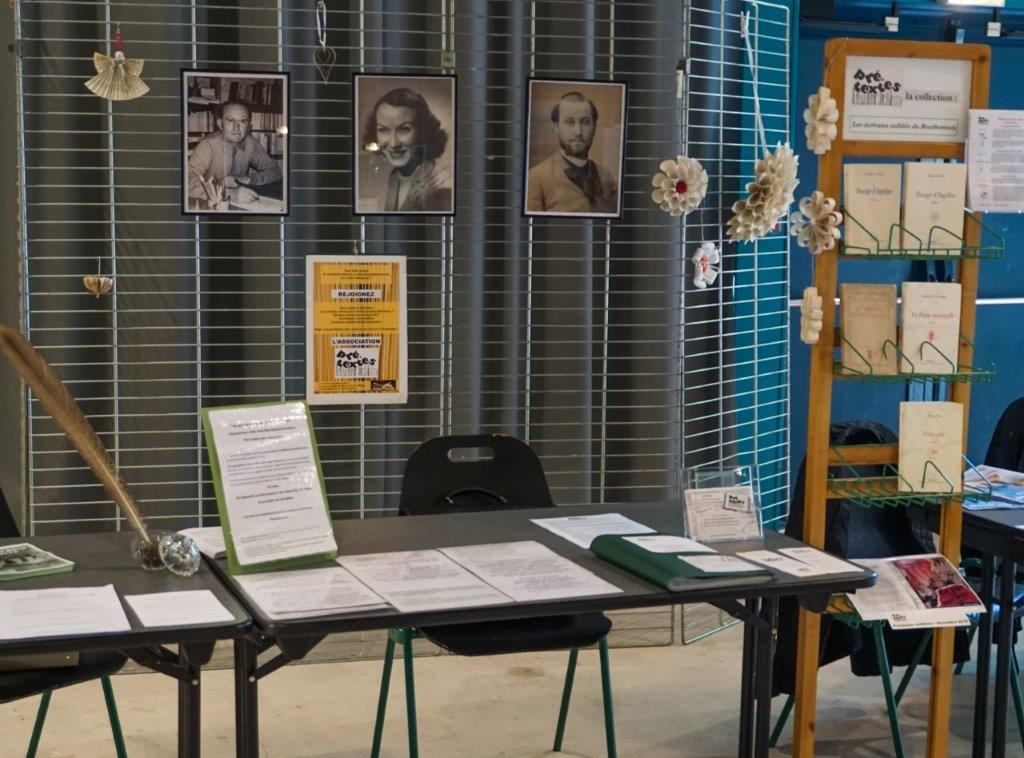
Portrait d'Albert Fleury à gauche

### Romans
Chroniques de mes villages (de 1947 à 1961)
- Passage d'Angeline 1956, éd. Debresse, prix de l'Académie du Vernet[1], 2012, éd. Pré-Textes[Note 1]
- Ceux de ciel (inédit)
- Passage de la mort (inédit)
- La Grâce de vivre (inédit)
- Inventaire (inédit)
- Refus d'obéissance (inédit)
- Christ au village (inédit)

### Recueils de poésie
- Instants, 1966, éd. Millas-Martin
- Porte basse au linteau d'énigme, 1983, éd. Guy Chambelland
- Colombier du regard, 1976, éd. Guy Chambelland
- Rêveur de jonquilles, 1973, éd. Guy Chambelland, prix des Volcans 1973[1]
- Osier des tendresses, 1969, éd. Guy Chambelland
- Cueillir la source, 1968, éd. Guy Chambelland
- Campagne compagne, 1981, éd. L'Arbre
- Vert Éros, 1986, éd. L'Arbre
- Rumeur des rosées, 1986, La Bartavelle éditeur
- D'un château néant, 1988, La Bartavelle éditeur
- Demeure la ferveur, 1992, éd. L'Arbre
- Braconnier du silence, 1992, éd. Folle Avoine
- L'Obscur vouloir, 1993, La Bartavelle éditeur
- Village vert paroles, 1998, éd. Folle Avoine
- Orée de lune, 2000, éd. L'Arbre
- Bribes d'homme pour un paysage, 2001, éd. Folle Avoine
- Parages d'exil, 2006, éd. L'Arbre
- Claire-ombre d'amour, 2006, éd. Tarabuste
- Encore un essaim d'instants, 2009, éd. Folle Avoine

## Hommages
Il reçoit le prix de l’Académie du Vernet en 1956 pour son roman Passage d’Angeline, publié par les Nouvelles éditions Debresse la même année.
Le prix des Volcans lui est décerné en 1974 pour son recueil de poèmes Rêveurs de jonquilles.
Extraits de lettres adressées à Albert Fleury :
- Le 20 juillet 1943, par Émile Guillaumin : « Vos vers, doucement chantants, contiennent à coup sûr des éléments de vraie poésie. C’est, je crois, le plus bel éloge que l’on puisse vous en faire, et je ne vous le fais pas pour vous être agréable, mais parce que tel est mon sentiment. »
- Le 3 mars 1968 par Camille Gagnon : « Nous n’avons pas oublié votre premier livre qui, à cet égard, nous paraissait si plein de promesses et nous espérons encore que sans abandonner la poésie vous reviendrez à vos premières amours. »